# Lobbyisme Québec
Le Commissaire au lobbyisme du Québec a pour mandat d'assurer, par des interventions de surveillance et de contrôle, la transparence et la saine pratique des activités de lobbyisme exercées auprès des titulaires de charges publiques des institutions parlementaires, gouvernementales et municipales.